# Cantharellus doederleini
Espèce
Statut CITES
Cantharellus doederleini est une espèce de coraux appartenant à la famille des Fungiidae.